# The Head Cat
The Head Cat – amerykańska supergrupa wykonująca rockabilly. Powstała w 2000 roku z inicjatywy wokalisty i basisty Lemmy’ego Kilmistera, znanego z występów w zespole Motörhead, perkusisty Slima Jima Phantoma, członka grupy Stray Cats oraz gitarzysty Danny’ego B. Harveya, członka formacji The Rockats. Debiutancki album formacji zatytułowany Lemmy, Slim Jim & Danny B trafił do sprzedaży 28 marca 2000 roku.
28 grudnia 2015 roku Lemmy Kilmister zmarł na nowotwór.

## Muzycy
Obecny skład zespołu
- Slim Jim Phantom – perkusja, instrumenty perkusyjne, śpiew (od 2000)
- Danny B. Harvey – kontrabas, gitara, instrumenty klawiszowe (od 2000)

Byli członkowie zespołu
- Lemmy Kilmister – śpiew, gitara, gitara basowa, harmonijka ustna  (2000-2015)

## Dyskografia
| Tytuł                         | Dane dot. albumu                                         |
| ----------------------------- | -------------------------------------------------------- |
| Lemmy, Slim Jim & Danny B     | - Data: 28 marca 2000 - Wydawca: Steamhammer/SPV         |
| Fool's Paradise               | - Data: 27 czerwca 2006 - Wydawca: Rock-A-Billy 1642     |
| Walk the Walk...Talk the Talk | - Data: 5 lipca 2011 - Wydawca: Niji Entertainment Group |